# بزرگراه ۲ (عراق)
بزرگراه ۲ یک بزرگراه در عراق می‌باشد که از بغداد تا سیلوبی در ترکیه گسترده شده‌است. این راه از بعقوبه، خالص، کرکوک، اربیل، موصل، دهوک و زاخو عبور می‌کند.